# رابرت ادوارد لایکاک
رابرت ادوارد لایکاک (انگلیسی: Robert Laycock; ۱۸ آوریل ۱۹۰۷ – ۱۰ مارس ۱۹۶۸) فرد نظامی اهل بریتانیا بود. وی همچنین برندهٔ جوایزی همچون لژیون دونور (فرمانده) و نشان حمام شده‌است.